# 1988 en jeu
Chronologie du jeu
- 1984
- 1985
- 1986
- 1987
- 1988
- 1989
- 1990
- 1991
- 1992

Cet article présente les faits marquants de l'année 1988 concernant le jeu.

## Évènements

### Compétitions
- 19 juin : le Britannique Phil Day remporte le Ier championnat du monde de Diplomatie à Birmingham devant ses compatriotes Matt Mc Veigh et Jim Mills.
- 13 novembre : le Japonais Hideshi Tamenori remporte le XIIe championnat du monde d’Othello à Paris.

## Sorties
- Cyberpunk,  Colin Fisk et coll., R. Talsorian Games